# Christakīs Pasialīs
Christakīs Pasialīs (in greco: Χριστάκης Πασιαλής; 16 febbraio 1975) è un ex calciatore cipriota, di ruolo centrocampista.

## Carriera

### Club
Ha giocato nella massima serie cipriota con l'Ethnikos Achnas per diversi anni.

### Nazionale
Ha giocato la sua unica partita per la nazionale cipriota nel 1997.